# 穆爾鎮區 (堪薩斯州馬里昂縣)
穆爾鎮區（英語：Moore Township）為美國堪薩斯州馬里昂縣轄下的鎮區。2010年美国人口普查中此鎮區人口有73人。

## 地理
穆爾鎮區涵蓋總面積為93.4平方（36.08平方英里），其中陸地面積為93.2平方（35.99平方英里），水域面積為0.23平方（0.09平方英里）或0.25%。海拔高度1,457（4,780英尺）。

## 人口統計
根據2010年美國人口普查，穆爾鎮區人口有73人，其中男性有37人，女性有36人，人口密度為每平方公里0.78人，住房計30戶。鎮區內的白人有72人，非裔美國人有0人，美洲原住民有1人，亞裔美國人有0人，太平洋島裔美國人有0人，其他種族有0人，混血種族則有0人。此外鎮區內有0人為西班牙裔或拉丁裔美國人。此鎮區之年齡中位數為40.8歲，而男性年齡中位數為39.5歲，女性年齡中位數為0.0歲。